# Klaipėda
Klaipėda (tiếng Đức Memel hay Memelburg; tiếng Ba Lan: Kłajpeda) là cảng biển duy nhất của Litva nằm cạnh biển Baltic. Đây là thành phố lớn thứ ba của Litva, nằm ở cửa sông Nemunas đổ vào biển Baltic. Thành phố là thủ phủ của hạt Klaipėda. Dân số của thành phố là 194.400 người (2002), giảm xuống so với 202.900 người vào năm 1989. Ngày nay Klaipėda là bến phà lớn nối với Thụy Điển, Đan Mạch và Đức. Nó nằm gần cửa sông Neman.
Klaipėda có kiến trúc xây dựng đẹp, giống kiểu kiến trúc thường thấy ở Đức, Anh và Đan Mạch. Điểm nghỉ mát ở bờ biển nổi tiếng của Litva gần Klaipeda là Neringa và Palanga.
Thành phố có một lịch sử phức tạp một phần là do tầm quan trọng khu vực của cảng Klaipėda, một cảng thường không bị đóng băng ở biển Baltic và sông Akmena - Dange. Thành phố này đã thuộc kiểm soát của các hiệp sĩ Teutonic, Lãnh địa Phổ, và Vương quốc Phổ, Đế quốc Đức, các nhà nước Entente ngay sau thế chiến I.

## Khí hậu
Klaipėda chủ yếu có khí hậu lục địa ẩm (phân loại khí hậu Köppen Dfb) với một số ảnh hưởng từ đại dương (Cfb).

Klaipėda là một thành phố lộng gió với nhiều ngày bão trong năm. Vào mùa thu và mùa đông, gió thường ở mức khá mạnh. Gió biển phổ biến từ tháng 4 đến tháng 9. Trong khi đó, tuyết có thể rơi từ tháng 10 đến tháng 4. Bão tuyết nghiêm trọng có thể làm tê liệt hệ thống giao thông trong thành phố vào mùa đông.
| Dữ liệu khí hậu của Klaipėda            | Dữ liệu khí hậu của Klaipėda | Dữ liệu khí hậu của Klaipėda | Dữ liệu khí hậu của Klaipėda | Dữ liệu khí hậu của Klaipėda | Dữ liệu khí hậu của Klaipėda | Dữ liệu khí hậu của Klaipėda | Dữ liệu khí hậu của Klaipėda | Dữ liệu khí hậu của Klaipėda | Dữ liệu khí hậu của Klaipėda | Dữ liệu khí hậu của Klaipėda | Dữ liệu khí hậu của Klaipėda | Dữ liệu khí hậu của Klaipėda | Dữ liệu khí hậu của Klaipėda |
| Tháng                                   | 1                            | 2                            | 3                            | 4                            | 5                            | 6                            | 7                            | 8                            | 9                            | 10                           | 11                           | 12                           | Năm                          |
| --------------------------------------- | ---------------------------- | ---------------------------- | ---------------------------- | ---------------------------- | ---------------------------- | ---------------------------- | ---------------------------- | ---------------------------- | ---------------------------- | ---------------------------- | ---------------------------- | ---------------------------- | ---------------------------- |
| Cao kỉ lục °C (°F)                      | 11.7 (53.1)                  | 15.4 (59.7)                  | 18.6 (65.5)                  | 26.6 (79.9)                  | 31.2 (88.2)                  | 33.6 (92.5)                  | 34.0 (93.2)                  | 36.6 (97.9)                  | 30.4 (86.7)                  | 22.1 (71.8)                  | 15.4 (59.7)                  | 11.5 (52.7)                  | 36.6 (97.9)                  |
| Trung bình ngày tối đa °C (°F)          | 1.0 (33.8)                   | 0.9 (33.6)                   | 4.1 (39.4)                   | 10.1 (50.2)                  | 15.7 (60.3)                  | 18.3 (64.9)                  | 21.2 (70.2)                  | 21.4 (70.5)                  | 17.0 (62.6)                  | 11.7 (53.1)                  | 5.9 (42.6)                   | 2.8 (37.0)                   | 10.9 (51.6)                  |
| Trung bình ngày °C (°F)                 | −1.1 (30.0)                  | −1.3 (29.7)                  | 1.5 (34.7)                   | 6.5 (43.7)                   | 11.6 (52.9)                  | 14.7 (58.5)                  | 17.8 (64.0)                  | 17.9 (64.2)                  | 13.7 (56.7)                  | 9.0 (48.2)                   | 3.8 (38.8)                   | 0.7 (33.3)                   | 8.0 (46.4)                   |
| Tối thiểu trung bình ngày °C (°F)       | −3.3 (26.1)                  | −3.6 (25.5)                  | −1.2 (29.8)                  | 2.8 (37.0)                   | 7.4 (45.3)                   | 11.1 (52.0)                  | 14.3 (57.7)                  | 14.4 (57.9)                  | 10.3 (50.5)                  | 6.3 (43.3)                   | 1.6 (34.9)                   | −1.5 (29.3)                  | 4.9 (40.8)                   |
| Thấp kỉ lục °C (°F)                     | −32.0 (−25.6)                | −33.4 (−28.1)                | −20.8 (−5.4)                 | −12.8 (9.0)                  | −5.2 (22.6)                  | −2.8 (27.0)                  | 5.2 (41.4)                   | 2.9 (37.2)                   | −3.3 (26.1)                  | −7.5 (18.5)                  | −14.6 (5.7)                  | −24.1 (−11.4)                | −33.4 (−28.1)                |
| Lượng Giáng thủy trung bình mm (inches) | 65.8 (2.59)                  | 41.8 (1.65)                  | 46.5 (1.83)                  | 33.2 (1.31)                  | 40.3 (1.59)                  | 61.2 (2.41)                  | 62.2 (2.45)                  | 87.9 (3.46)                  | 83.6 (3.29)                  | 93.7 (3.69)                  | 89.9 (3.54)                  | 72.0 (2.83)                  | 778.5 (30.65)                |
| Số ngày giáng thủy trung bình           | 13.9                         | 9.9                          | 10.0                         | 6.6                          | 7.2                          | 8.7                          | 8.5                          | 10.9                         | 11.5                         | 13.2                         | 14.2                         | 14.4                         | 128.9                        |
| Số giờ nắng trung bình tháng            | 34                           | 65                           | 122                          | 180                          | 264                          | 285                          | 274                          | 252                          | 167                          | 100                          | 40                           | 28                           | 1.811                        |
| Nguồn 1: Météo Climat                   |                              |                              |                              |                              |                              |                              |                              |                              |                              |                              |                              |                              |                              |
| Nguồn 2: NOAA                           |                              |                              |                              |                              |                              |                              |                              |                              |                              |                              |                              |                              |                              |

## Thành phố kết nghĩa
Klaipėda kết nghĩa với:
- Cleveland, Hoa Kỳ
- Gdynia, Ba Lan
- Kaliningrad, Nga
- Karlskrona, Thụy Điển
- Kotka, Phần Lan
- Kuji, Nhật Bản
- Liepāja, Latvia
- Lübeck, Đức
- Mannheim, Đức
- Mogilev, Belarus
- Bắc Tyneside, Anh
- Odessa, Ukraina
- Sassnitz, Đức[4]
- Szczecin, Ba Lan